# Melancthon
Melancthon es un municipio canadiense situado en la provincia de Ontario.

## Superficie
Melancthon tiene una superficie de 310,39 km².

## Demografía
En 2021, tenía 3132 habitantes, una densidad poblacional de 10,1 hab./km², y 1104 viviendas.